# Blackwater Park
Blackwater Park är det svenska progressiva death metal-bandet Opeths femte studioalbum. Albumet släpptes den 27 februari 2001 av Music for Nations och Koch Records. Albumet innebar första gången Opeth samarbetade med Porcupine Trees frontman Steven Wilson, som anlitades för att producera albumet, vilket ledde till en betydande ändring av Opeths musikaliska inriktning.
Blackwater Park tog sig inte upp på listorna i USA och Storbritannien. Två singlar släpptes från albumet: "The Drapery Falls" och "Still Day Beneath the Sun". Blackwater Park fick ett bra mottagande och har hyllats av kritiker. Eduardo Rivadavia på Allmusic kallade albumet "det album där bandet säkerligen mognat, och därför en perfekt introduktion till dess enastående repertoar".

## Inspelning
Efter att Opeth genomfört ett antal spelningar i Europa åkte gitarristen och sångaren Mikael Åkerfeldt till en gammal väns hus i Stockholm för att spela in några demos och bara slappna av och vänta på att inspirationen skulle komma. Blackwater Park fick sitt namn efter det tyska progressiva rockbandet med samma namn och var det första albumet där bandet hade en titel innan de påbörjade inspelningen. Åkerfeldt skickade de demos han spelat in till Steven Wilson, som gick med på att producera albumet.
Opeth gick in i Studio Fredman för att påbörja arbetet med Blackwater Park den 10 augusti 2000. De hade inte skrivit några texter och hade bara repat tre gånger innan de gick in i studion. Ljudteknikern Fredrik Nordström hade ordnat så att bandet kunde bo i ett litet rum med fyra sängar i studion. De bodde där i ungefär två veckor, därefter hyrde de in sig i Dark Tranquillitys sångare Mikael Stannes lägenhet. Efter att de spelat in trummor, slagverk, bas och akustisk gitarr anlände Wilson för att producera rensången och lägga på några gitarrslingor. Åkerfeldt skriver att Wilson hade en "otrolig inverkan på inspelningen" och att bandet efter att ha arbetat med honom gick in i en ny fas.
Åkerfeldt beskriver inspelningen av albumet som ganska lugn. Det svenska extremmetalbandet Soilwork spelade in i studion samtidigt som Opeth. Åkerfeldt skriver att Opeth kändes som "en hop amatörer i jämförelse. De arbetade hela tiden. När de kom in i köket för en paus var vi fortfarande kvar där på samma paus som vi tagit för tre timmar sedan. [...] Vi vill inte att det här ska bli ett 'jobb', eller någonting du gör för att du måste. Vi vill ha kul, och därför jobbar vi bara när det känns rätt."

## Utgivning
Blackwater Park släpptes den 27 februari 2001. Albumet var det första av Opeths album som släpptes i Nordamerika samtidigt som det släpptes i resten av världen. Det har släppts på CD och vinylskiva. En specialutgåva av Blackwater Park släpptes år 2002, med en andra skiva som innehöll "Still Day Beneath the Sun" och "Patterns in the Ivy II" som bonusspår. Dessa två bonusspår släpptes tillsammans som en 7" vinyl-EP av Robotic Empire Records i februari 2003. Denna begränsade utgåva sålde slut på mindre än 24 timmar och är idag en av Opeths mest eftertraktade släpp. Två singlar släpptes också för att marknadsföra Blackwater Park. En förkortad radioversion av "The Drapery Falls" släpptes som en promo-singel. Bonusspåret "Still Day Beneath the Sun" släpptes senare som en vinylsingel.
Blackwater Park tog sig inte upp på listorna i USA och Storbritannien. I maj 2008 hade Blackwater Park sålts i över 93 000 exemplar i USA.
Den 29 mars 2010 släppte Opeth en "Legacy Edition"-utgåva av Blackwater Park, som innehöll en liveversion av "The Leper Affinity", och en andra DVD med hela albumet i 5.0 surroundsound samt en "making of"-dokumentär.

## Mottagande
Blackwater Park fick ett positivt mottagande vid dess släpp och kritiker jämförde Opeth med kritikerrosade band från tidigare eror. The Village Voice skrev i sin recension av albumet att "Opeth målar på en episk tavelduk, och låter stundtals som [...] hårdrockens svar på 70-talets King Crimson". CMJ skrev också en väldigt positiv recension, där de kallade albumet "Gudalikt [...] En metalblandning av Pink Floyd och The Beatles". Den kanadensiska musiktidningen Exclaim! skrev att albumet "kan vara den bästa metalskivan i år, och den är värd varenda bit av energi som bandet har lagt ned i dess tillkomst". Allmusic berömde albumets kreativa bredd och kommenterade albumets framgång med orden: "Inte sedan Tiamats markbrytande mästerverk Wildhoney år 1994 har den extrema metalscenen sett en så överväldigande uppvisning i entusiasm hos fans och entydig hyllning av kritiker som den Blackwater Park bevittnat." En mer blandad recension kom från Alex Silveri på Sputnikmusic, som hyllade flera av albumets låtar men skrev negativt om "The Drapery Falls", "Dirge for November" och "The Funeral Portrait", som han tyckte var väldigt tråkiga. Albumet rankades som nummer arton på IGN:s lista "Top 25 Metal Albums", som kom ut i januari 2007.

## Låtlista
Alla låtar är skrivna och komponerade av Opeth. 
| Nr | Titel                | Längd |
| -- | -------------------- | ----- |
| 1. | The Leper Affinity   | 10:23 |
| 2. | Bleak                | 9:16  |
| 3. | Harvest              | 6:01  |
| 4. | The Drapery Falls    | 10:54 |
| 5. | Dirge for November   | 7:54  |
| 6. | The Funeral Portrait | 8:44  |
| 7. | Patterns in the Ivy  | 1:53  |
| 8. | Blackwater Park      | 12:08 |

| 9.  | Still Day Beneath the Sun | 4:34  |
| 10. | Patterns in the Ivy II    | 4:12  |
| 11. | Harvest (multimediaspår)  | 21:14 |

| 9. | The Leper Affinity (live) | 9:27 |

## Medverkande
Opeth
- Mikael Åkerfeldt – sång, elgitarr, akustisk gitarr
- Peter Lindgren – elgitarr
- Martin Mendez – elbas
- Martin Lopez – trummor

Övriga musiker
- Steven Wilson – ren bakgrundssång på "Bleak", "Harvest", "The Funeral Portrait" och "The Drapery Falls"; keyboard; mellotron; gitarr
- Markus Lindberg – ägg

Produktion
- Producerad av Opeth och Steven Wilson
- Inspelad av Opeth, Steven Wilson och Fredrik Nordström
- Mixad av Steven Wilson och Fredrik Nordström med Opeth
- Mastrad av Göran Finnberg
- Fotografier av Harry Välimäki
- Omslag och texthäfte av Travis Smith och Opeth

### Engelska originalcitat
1. ↑  "surely the band's coming-of-age album, and therefore, an ideal introduction to its remarkable body of work"
2. ↑  "immense impact on the recording"
3. ↑  "a bunch of amateurs in comparison. They were working all the time. When they came into the kitchen for a break, we're still there, on the same break we took 3 hours ago. [...] We don't want this to become a 'job', or something you do because you have to. We wanna have a good time, and thus we only work when it feels right."
4. ↑  "Opeth paint on an epic canvas, sounding at times like [...] metal's answer to '70s King Crimson."
5. ↑  "Godlike [...] A metal fusion of Pink Floyd and the Beatles"
6. ↑  "might be the best metal record this year, and it is worth every bit of energy the band has put into the creating of it"
7. ↑  "Not since the release of Tiamat's groundbreaking masterpiece Wildhoney in 1994 had the extreme metal scene witnessed such an overwhelming show of fan enthusiasm and uniform critical praise as that bestowed upon Blackwater Park"